# Only You (And You Alone)
"Only You (And You Alone)" (sovint escurçat com "Only You") és una cançó d'estil pop composta per Buck Ram. Va ser enregistrada amb molt d'èxit per The Platters, amb el cantant Tony Williams, el 1955.
De primer es va enregistrar amb Federal Records, també per Williams i The Platters, però va tenir èxit en la versió feta el 3 de juliol de 1955. La cançó va ocupar la primera posició en la taula de U.S. R & B charts durant set setmanes. Quan els The Platters enregistraren, "The Great Pretender" (amb més èxit fins i tot que "Only You"), a Europa "Only You" estava a la cara B del single.

## Versions
- Ringo Starr (1974) en el seu àlbum Goodnight Vienna per suggeriment de John Lennon.[3] Lennon hi tocava la guitarra acústica. Harry Nilsson també hi cantava.
- Malcolm Vaughan, cantant gal·lès (1956).
- Franck Pourcel en versió instrumental (1959)

## Aparicions al cinema
Entre d'altres, apareix a American Graffiti, The Delinquents, Mr. Destiny i Alvin and the Chipmunks, Hot Shots! (1991) amb Charlie Sheen.